# Parlez-moi d'amour
Parlez-moi d'amour (parlami d'amore, letteralmente, con l'allocuzione voi, parlatemi d'amore) è il titolo di una celeberrima canzone francese, cantata originariamente da Lucienne Boyer. La versione originale prevedeva che la voce fosse accompagnata da piano e violino.
Il disco raggiunse l'apice del successo al Grand Prix de l'Académie Charles-Cros.
La canzone si distingue per il tono romantico e malinconico che traspare da testo e melodia. Nel testo, la protagonista non ne avrà mai abbastanza delle parole che cerca di farsi ridire: Je vous aime, vi amo. In realtà, la narratrice ed il suo interlocutore sanno benissimo che lei farà solo finta di credere a quelle parole tenerissime (Vous savez bien que ... je n'en crois rien).
Si tratta di un pezzo in cui si sono cimentate molte cantanti francofone di rango, come ad esempio Juliette Gréco, Colette Renard, Yvette Giraud e Dalida, ma anche Nana Mouskour, Gigliola Cinquetti e Milva.